# マクロス7 銀河がオレを呼んでいる!
『マクロス7 銀河がオレを呼んでいる！』（マクロスセブン ぎんががオレをよんでいる、『劇場版マクロス7 銀河がオレを呼んでいる！』、『マクロス7劇場版 銀河がオレを呼んでいる！』とも）は、テレビアニメ『マクロス7』の番外編として1995年10月7日に松竹洋画系劇場で公開されたアニメ映画。上映時間は33分。テレビシリーズの第38話「禁断惑星のシビル」以降に位置するエピソードを描いている。
『マクロス7』テレビシリーズの完結（1995年9月24日）から2週間後、OVA『マクロスプラス』の劇場版『マクロスプラス MOVIE EDITION』と2本立てで「マクロスフェスティバル'95」と題して劇場公開された。それに合わせて映画鑑賞券付きの8cmCD「チケマガCD」が発売された。

## ストーリー
新天地を求めて銀河を航行する「マクロス7船団」と、スピリチアと呼ばれる生体エネルギーを狙う生命体「プロトデビルン」の戦いが続く西暦2046年。自分の歌を伝えようと戦場で歌いつづける熱気バサラとミレーヌ・ジーナスたちのロックバンド「Fire Bomber」が、思いを込めて歌うことで生じプロトデビルンにも影響を与える「歌エネルギー」の実験のため花に歌を聞かせていたとき、どこからか別の歌エネルギーを感知し、花が反応する。興味を持ったバサラは単独でVF-19改（ファイアーバルキリー）に乗り、発信源と見られる辺境惑星へ飛び出してゆく。
訪れた辺境惑星の村でバサラは、感知した声を「呪いの声」として恐れる村人たちや、それが聞こえてくる雪山で父親を失ったという音楽好きの少年ペドロと出会う。バサラはペドロを連れて雪山へと向かい、そこに潜んでいた「呪いの声」の主でクァドラン・キルカを駆るゼントラーディ系巨人の女性、エミリアと歌合戦を繰り広げ、意気投合する。
そのとき、歌エネルギーのぶつかり合いを「異常スピリチア」として感知したプロトデビルンのゲペルニッチが差し向けたガビル、グラビル、ナッターバルゴの3体がバサラたちの前に現れ、禁断の技「三位合体」で「ガビグラゴ」と化して襲い掛かる。バサラとエミリアはファイアーバルキリーとクァドラン・キルカを介したデュエットで熱唱し、ガビグラゴの力に対抗するが、雪山での戦いが影響して麓の村へ洪水が迫る。戦いで損傷していた機体ごとエミリアが身を挺して村を救い、バサラを追って駆けつけたFire Bomberのメンバーとガムリン・木崎の協力もあり、プロトデビルンは撃退される。助かっていたエミリアは、ミレーヌの姉のひとりであることが判明する。ペドロの持っていた銀河コスモスの種がバサラとエミリアの歌エネルギーに反応して発芽したという喜びも重なり、バサラたちはエミリアを受け入れた村人たちに見送られ、辺境惑星から飛び立ってゆく。

## キャスト
- 熱気バサラ - 林延年（歌 - 福山芳樹）
- ミレーヌ・フレア・ジーナス - 桜井智（歌 - チエ・カジウラ）
- レイ・ラブロック - 菅原正志
- ガムリン・木崎 - 子安武人
- エミリア・ジーナス - 根谷美智子（歌 - 奥土居美可[6]）
- ペドロ - こおろぎさとみ
- イワーノ・ゲペルニッチ - 井上瑤
- ガビル - 陶山章央
- ナッターバルゴ - 高橋広樹
- Dr.千葉 - 園部啓一
- ミゲル - 松尾銀三
- マルガリータ - 田中敦子
- アジョベンスキー[注 2] - 臼井孝康
- ペケソ[注 2] - 室園丈裕
- ペルゲン[注 2] - 内藤玲
- 兵士A - 永野善一
- 花束の少女 - 中川亜紀子

## 登場兵器
VF-19改 エクスカリバー 熱気バサラスペシャル
バサラが搭乗するVF-19の改造機。
VF-11MAXL改 ミレーヌ専用機
ミレーヌが搭乗するVF-11の改造機。
VF-17T改 ナイトメア
レイとビヒーダが搭乗するVF-17の改造機。
VF-17S ナイトメア
統合軍の精鋭部隊ダイアモンドフォースが使用するVF-17の指揮官機タイプ。ガムリンが搭乗する。
クァドラン・キルカ
ゼントラーディ軍のバトルスーツ、クァドラン・ローの強化型。エミリアが搭乗する。

## 作品解説
本作品はほかの「マクロスシリーズ」作品の劇場版、『超時空要塞マクロス 愛・おぼえていますか』のような原作の再構成や『マクロスプラス MOVIE EDITION』のような再編集ではなく、上述のようにテレビ版の番外編という位置づけにある。監督のアミノテツローは「マンガ雑誌についてるふろくみたいな感じ」の作品で、「非常に気楽なもの」であると述べている。『マクロス7』の原作・スーパーバイザーで、本作においては脚本も担当した河森正治も、「楽しいお祭り」であり「肩の力を抜いて見られる、楽しい番外編にしようと」と述べている。
劇場版の主要キャラクター、エミリアの歌パート担当者は公開当時より未発表のままだったが、のちにボーカリストの奥土居美可が自身の公式サイトで担当したことを明かしている。2014年に行われた『マクロス7』20周年記念ライブ「FIRE BOMBER 2014 BASARA EXPLOSION」には奥土居が「歌エミリア」として登場し、熱気バサラの歌担当である福山芳樹と作中の歌合戦を再現し、主題歌「HEART & SOUL」をデュエットした。

## スタッフ
- 企画 - 大西良昌
- 原作・脚本・スーパーバイザー - 河森正治
- 監督・絵コンテ - アミノテツロー
- 演出 - 下田正美
- キャラクター原案 - 美樹本晴彦
- アニメーションキャラクターデザイン - 桂憲一郎、古賀誠
- 作画監督 - 古賀誠
- メカニックデザイン - 宮武一貴、河森正治
- アニメーションメカデザイン - 前田明寿、名和宗則、小川浩
- メカ作監 - 滝川和男
- 美術監督 - 太田大
- 色彩設計 - 関本美津子、川上善美
- 撮影監督 - 斉藤秋男
- 編集 - 西山茂
- 音響監督 - 鶴岡陽太
- 音響プロデューサー - 本田保則
- プロデューサー - 津田義夫、高梨実、春田克典
- 制作 - 葦プロダクション、ハルフィルムメーカー、スタジオジュニオ
- 製作 - 大西加紋、渡辺繁、水原園博、浅見勇
- 配給 - 松竹

## 使用曲
曲名の横に「※」がついているものは新曲、新バージョン。ほかはテレビ版および既存の音楽ソフトからの流用。

### オープニングテーマ
「SEVENTH MOON」
作詞 - K.INOJO / 作曲・編曲 - 河内淳貴 / 歌 - Fire Bomber

### 挿入歌
「MY FRIENDS」
作詞 - M.MEG / 作曲 - 川野美紀 / 編曲 - 河内淳貴 / 歌 - Fire Bomber
「REMEMBER 16 (Acoustic Version)」※
作詞 - K.INOJO / 作曲 - 河内淳貴 / 編曲 - 福山芳樹 / 歌 - BASARA NEKKI（福山芳樹）
「Groove Along」
作詞 - Brian Peck / 作曲 - 山浦克己 / 編曲 - 飯塚昌明 / 歌 - POWER OF TOWER
「TRY AGAIN」
作詞 - K.INOJO、福山恭子 / 作曲 - 福山芳樹 / 編曲 - 田中裕千 / 歌 - Fire Bomber
「POWER TO THE DREAM」作詞 - K.INOJO / 作曲 - 福山芳樹 / 編曲 - 田中裕千 / 歌 - Fire Bomber
「FLASH IN THE DARK」※
作詞 - K.INOJO / 作曲 - 茂村泰彦 / 編曲 - 田中裕千 / 歌 - EMILIA（奥土居美可）
「愛・おぼえていますか」
作詞 - 安井かずみ / 作曲 - 加藤和彦 / 編曲 - 保刈久明 / 歌 - 桜井智
「突撃ラブハート」
作詞 - K.INOJO / 作曲 - 河内淳貴 / 編曲 - 河内淳貴 / 歌 - Fire Bomber
「HEART & SOUL」※（主題歌）
作詞 - K.INOJO / 作曲 - 川野美紀 / 編曲 - 田中裕千 / 歌 - EMILIA with BASARA NEKKI（奥土居美可・福山芳樹）

## 関連商品

### 映像ソフト
販売元はバンダイビジュアル。
VHS / LD
1996年1月25日発売。BES-1354 (VHS) 、BELL-886 (LD) 。特典映像：劇場予告。
DVD
2000年9月25日発売。BCBA-604。特典映像：劇場予告・デジタル資料集。
Blu-ray Disc
2016年1月26日発売。BCXA-1059。映像特典：劇場予告・テレビCM・デジタルパンフレットアーカイブ（静止画）。神奈延年（熱気バサラ）・根谷美智子（エミリア・ジーナス）・アミノテツロー（監督）によるオーディオコメンタリーを新規収録。
このほか、2007年発売のDVD『マクロス7 リマスターボックス Vol.2』、2012年発売のBD『マクロス7 Blu-ray Box Complete FIRE 2』にも収録されている。

### シングルCD
HEART & SOUL
1995年10月4日、ビクターエンタテインメントより発売（VIDL-10642）。主題歌「HEART & SOUL」および挿入歌「FLASH IN THE DARK」「REMEMBER 16 (Acoustic Version)」を収録。オリコンチャートで最高24位を記録した。
マクロスフェスティバル'95 チケマガCD
エモーション（バンダイビジュアル）より発売（TIK-0004）。
チケマガとは「チケット・マガジン」の意味。8cmCD、ブックレット、描き下ろしミニピンナップ、劇場鑑賞券をセットにした商品。CDにはボイスドラマ「Fire Bomber Special DJ」（PartI - III）および「突撃ラブハート」「My Soul For You」「Remember 16」のアコースティックバージョンを収録。